# Jørgen Erik Skeel
 Der er flere personer med dette navn, se Jørgen Skeel.
Jørgen Erik Skeel (4. februar 1737 på Nordborg Slot – 11. januar 1795 i København) var en dansk gehejmestatsminister. Han var bror til Andreas, Frederik Christian og Vilhelm Mathias Skeel og far til Sophus Peter Frederik og Christian Frederik Erik Skeel.

## Karriere
Han var en søn af gehejmeråd Holger Skeel. Han fødtes 4. februar 1737 i amtmandsboligen på Nordborg Slot, besøgte Sorø Akademi og blev allerede 1755 auskultant i Rentekammeret og 1760 kommitteret sammesteds. Han blev i 1762 optaget i den københavnske frimurerloge St. Martin. 1766 udnævntes han til stiftamtmand over Bergens Stift og amtmand i Søndre Bergenhus Amt, men beklædte kun en kort tid denne stilling, idet han allerede 1768 kaldedes til 3. deputeret for finanserne og medlem af Overskattedirektionen. 1770 avancerede han til 2. finansdeputeret og udnævntes tillige til medlem af direktionen for Fonden ad usus publicos, ligesom han også i slutningen af samme år blev medlem af den efter Gehejmestatsrådets ophævelse nedsatte rådgivende "Konferens", der dog udelukkende kom til at beskæftige sig med finansielle sager. Desuden var han i 1770 medlem af den kommission, som skulle undersøge årsagerne til en på Bornholm udbrudt misfornøjelse med forskellige skatter.

### Fjernet fra magten af Struensee og tilbagevenden
Allerede i maj det følgende år fjernedes han imidlertid af Struensee fra sine embeder og måtte overtage stillingen som amtmand over Tønder Amt; men straks efter hofrevolutionen 1772 kaldtes han tilbage til hovedstaden, blev deputeret i Finanskollegiet og chef først for det danske, senere for det norske kammer samt på ny medlem så vel af Overskattedirektionen som af direktionen for Fonden ad usus publicos og fungerede tillige i nogle måneder som direktør for Øresunds Toldkammer. Desuden fik han ordre til at indtræde som medlem både af den kommission, der behandlede skilsmissesagen imellem kongen og dronningen, og af den kommission, der skulle undersøge de under Struensee-regimentet skete forandringer i lovgivningen og administrationen.

### Atter fjernet fra magten
Det varede dog ikke længe, før han blev mindre velset af de nye magthavere ved hoffet, hvis optræden han ingenlunde udelt beundrede, men endog til tider frimodig udtalte sig imod. Han fjernedes derfor allerede i slutningen af 1772 igen fra hovedstaden og måtte overtage landdrostiet i Pinneberg, hvor han forblev indtil 1784, da han efter kronprinsens overtagelse af regeringen beskikkedes til stiftamtmand i Akershus Stift og amtmand i Akershus Amt. Forholdene i de få år, han virkede her, var ingenlunde lette, thi dels var forholdet til den svenske nabo spændt, dels herskede der en ikke ringe gæring iblandt almuen i det sydlige Norge, og Skeel var selv medlem af den kommission, som 1786 nedsattes for at undersøge de fremsatte klager over de lokale embedsmænd-, men det lykkedes ham dog såvel ved sin embedsførelse, særlig en levende interesse for Norges opkomst, som ved sin personlige optræden at gjøre sig i høj grad agtet og afholdt, hvorpå han ved sin afrejse, efter at han 1788 var blevet udnævnt til justitiarius i Højesteret, modtog de mest utvetydige vidnesbyrd.

### Statsminister
Stillingen som justitiarius kom han ikke faktisk til at beklæde, thi forinden han kunne få overtaget den, udnævntes han 1789 til statsminister og 1. deputeret i Det vestindisk-guineiske Rente- og Generaltoldkammer. 1790 blev han tillige medlem af den ekstraordinære Finanskommission, af Kanalkommissionen og den bestandige Kvægsygekommission og 1791 af den på Ernst Heinrich von Schimmelmanns foranledning nedsatte kommission angående negerhandelens ophævelse. Han døde pludselig i København januar 1795.

## Eftermæle
Han var 1755 blevet hofjunker, 1758 kammerjunker, 1769 hvid ridder, 1779 gehejmeråd og 1790 elefantridder. Efter hans død holdtes der i Selskabet for Efterslægten en mindefest over ham, ved hvilken lejlighed såvel Christen Henriksen Pram som Rosenstand-Goiske, der nøje kendte hans private og offentlige færd, gav sympatiske skildringer af ham, hvori de navnlig fremhævede – hvad der i øvrigt bestyrkes af forskellige spredte udtalelser andensteds fra – hans klare omdømme, store arbejdsomhed, udprægede retfærdighedsfølelse og en sandhedskærlighed, der end aldrig fornægtede sig lige over for regenten, fremdeles hans ualmindelige fordomsfrihed og tolerance, hans mildtdømmende sind og hans levende medfølelse med samfundets stedbørn.
Han blev 30. august 1765 gift med Anna Dorothea Ahlefeldt (døbt 14. november 1743 i Egernførde - 25. april 1805 i Pinneberg), hofdame hos Prinsesse Louise og en datter af oberst Henrik Ahlefeldt og Frederikke født Krag.
Skeel er begravet på Assistens Kirkegård.

## Gengivelser
- Portrætmaleri (Den Gamle By)
- Portrætmaleri (Birkelse Hovedgård)
- Tegning (Holckenhavn)
- Silhouet på glas af J.L. Tenler fra 1790'erne (Norsk Folkemuseum)
- Afbildet på Wilhelm von Haffners tegning fra 1794 af selskab hos kongen (Jægerspris Slot)